# Felsköpfl
Felsköpfl är ett berg i Österrike på gränsen till Italien. Det ligger i förbundslandet Tyrolen, i den västra delen av landet. Toppen på Felsköpfl är 3 235 meter över havet, eller 16 meter över den omgivande terrängen.
Den högsta punkten i närheten är Schwarzenstein, 3 369 meter över havet, sydväst om Felsköpfl.
I omgivningarna runt Felsköpfl förekommer främst kala bergstoppar och isformationer.